# José Cabrera
José Cabrera, né le 22 janvier 1921 à Nogales et mort le 29 juillet 2016 à Mexicali, est un joueur mexicain de basket-ball.